# Sperlinga (feudo)
Il Principato di Sperlinga è stato un feudo istituito nel 1597, nella città di Sperlinga (provincia di Enna) in Sicilia, con la concessione di una licentia populandi privilegium aedificandi da parte del re Filippo II di Spagna e di Sicilia.
Per nomina reale il titolo di principe di Sperlinga fu conferito a Gianforte Natoli, al quale seguirà il declino nei decenni successivi.
Il Principe nominava il castellano, il segreto, il cappellano, il giudice, i giurati e gli altri ufficiali.

## Storia del Feudo
Nella storia del feudalesimo in Sicilia per quanto attiene ai primi documenti che attestano l'esistenza del castello e del casale di Sperlinga – Experlinga in ms – sono datati intorno al XII secolo, con menzioni come terra dal 1338. Tra i primi proprietari vi furono Galgana, vedova di Guglielmo Altavilla (o d'Altavilla), nel 1133, e Roberto De Spirlingo nel 1137. Successivamente, nel 1222, il feudo passò nelle mani di Rosso Rubeo (detto anche Russo Rosso), seguito da Manfredi Maletta fino al 1271.
Nel periodo tra il 1271 e il 1283 i possedimenti appartennero a Pierre de Lemanon (alias Petro de Lemanno), noto per aver difeso la fortezza durante la Guerra del Vespro siciliano (1282-1283), e alla Curia dal 1283. Da allora, il castello di Sperlinga rappresentò un punto strategico e un feudo importante nel territorio siciliano.
Nel XIV secolo, il feudo e il castello passarono a diverse famiglie nobiliari, a partire da Riccardo Filangeri (fino al 1324), seguito da Francesco Ventimiglia (1324-1337), Alberto Ventimiglia, Francesco II Ventimiglia nel 1337, Scaloro jr Uberti nel 1338, Giovanni Aragona nel 1340, Giovanni I Uberti, Emanuele Ventimiglia nel 1354, Federico Ventimiglia nel 1361 e Giovanni Ventimiglia, che ne risultava proprietario prima del 1393. La famiglia Ventimiglia mantenne il controllo del feudo fino alla fine del XVI secolo.